# Kdelibs
KDE libraries (KDElibs, kdelibs) je kolekce knihoven vystavěných nad Qt a poskytujících frameworky a funkcionalitu pro vývojáře softwaru kompatibilního s KDE. Tyto knihovny jsou licencovány pod LGPL.

## Knihovny
KDElibs sestávají z následujících knihoven:
libkdecorezákladní (core) třídy a třídy pro práci se sítí
libkdeuitřídy uživatelského rozhraní
libkabctřídy aplikace KDE Address Book
libknewstuffnové třídy
libkspell2třídy kontroly pravopisu
libkutilstřídy KDE utilities

## Frameworky
DCOPsystém komunikace mezi aplikacemi
KIOsubsystém pro transparentní práci se vzdálenými soubory
KPartsvestavěné komponenty pro aplikace
KHTMLrenderovací jádro
kimgiopráce s obrázky
KJSJavaScriptový engine
KDEPrinttiskový subsystém
Krossskriptovací systém
KWalletúschovna hesel
Phononmultimediální framework
Solidspráva hardware
ThreadWeaverknihovna pro práci s vlákny